# Bézu-le-Guéry
Bézu-le-Guéry – miejscowość i gmina we Francji, w regionie Hauts-de-France, w departamencie Aisne.
Według danych na styczeń 2014 roku gminę zamieszkiwało 270 osób, a gęstość zaludnienia wynosiła 24,3 osób/km².